# Јован Атанацковић
Јован Атанацковић (Неготин, 24. март 1848 — Београд, 9. август 1921) био је генерал српске војске.

## Биографија
Завршио је гимназију у Неготину и 9. октобра 1865. ступио је у Војну академију. Унапријеђен је у чин артиљеријског потпоручника 1. јануара 1870, затим у капетана 2 класе 2. августа 1876, генералштабног капетана 1 класе 21. марта 1878, генералштабног пуковника 1. новембра 1892, генерала 6. децембра 1897, пензионисан је 10. августа 1900, реактивиран 20. новембра 1902, и поново пензионисан 31. марта 1906.
Био је водник пољске батерије до 1872, од тад до 1875. командир ћупријске народне батерије, 1875 командир I брдске батерије, 1879. ордонанс-официр краља до 1881. у главном генералштабу, до 1882. био је шеф штаба артиљеријске бригаде, од 30. октобра 1882. до 15. новембра 1883. шеф штаба дивизије стајаће војске, а од тада командант 11. батаљона, па командант шумадијског пјешадијског пука. У рату 1876. био је командир друге пољске батерије, па друге тешке батерије тимочког артиљеријског пука, затим шеф штаба Крајинске војске. У рату 1877—1878 био је помоћник шефа штаба дринског кора и шеф штаба дринске дивизије. Године 1885. постао је шеф оперативне канцеларије штаба Врховне команде, а 1900. министар војни. Узео је учешћа у Мајском преврату 1903. године. Као истакнути завереник исте године постао је канцелар ордења краља Петра I Карађорђевића.

## Српска одбрана
Након Илинденског устанка у Македонији 1903. у Србији се ствара идеја о стварању српског четничког покрета, односно српског четничког комитета који би Србе у Старој Србији и Македонији оружаном руком штитио од насиља чета ВМРО и албанских банди качака. Ослабљена турска влада није желела да прекине анархију у Косовском вилајету, јер је у томе видела начин да се пограничне области очисте од Срба. Базу будуће Српске одбране, удружења које је имало да спроводи ту идеју у дело чинила је тројка − Милорад Гођевац, Лука Ћеловић и Јован Атанацковић. Први председник удружења Српске одбране створеног септембра 1903. био је управо генерал Јован Атанацковић и на том положају је остао до јула 1905.